# Ponte Estaiada Juana Blanco Gomez
A Ponte Estaiada Juana Blanco Gomez, conhecida como Arco da Inovação, é uma ponte estaiada localizada no município de São José dos Campos, estado de São Paulo, Brasil.
Aberta para tráfego em 24 de abril de 2020, após quase dois anos de construção, é atualmente um cartão postal da cidade.
Possui dois viadutos, em formato de "X" que passam sob um arco de 100 metros de altura, ligando a avenida Jorge Zarur às avenidas São João, sentido Centro, e Cassiano Ricardo, sentido Zona Oeste.
O Arco da Inovação foi projetado pelo engenheiro Catão Francisco Ribeiro, também responsável pela Ponte Octávio Frias de Oliveira, na cidade de São Paulo.
Por seu formato, o Arco da Inovação foi apelidado pela população local de Bolinho caipira, salgado típico da região.

## Construção
Única no Brasil em arco e curva, a obra teve um método de construção mais eficaz e econômico, além de ser menos agressivo ao meio ambiente. Pelos sistemas convencionais, seriam necessários mais dezenas de metros de construção nos viadutos, o que encareceria a obra e haveria um grande impacto ambiental.
A obra foi realizada pela Construtora Queiroz Galvão após processo licitatório da Prefeitura de São José dos Campos.
Por meio de um sistema de fôrmas autotrepantes (ATR), foram construídos os dois mastros de forma independente, que se encontraram a 100 metros de altura para criar a estrutura semielíptica.
Ao arco foram fixados 70 estais que permitem a sustentação dos dois viadutos que se cruzam dentro dele. A colocação de cada um desses estais dependeu de cálculos criteriosos para definir posição e inclinação, garantindo o entrelaçamento perfeito entre eles. No interior deles, há mais de 36 mil metros de cabos.